# Franz Zapf (Politiker)
Franz Zapf (* 2. Mai 1900 in Haßfurt; † 11. Dezember 1980 in Landstuhl) war ein deutscher Landwirt und Politiker (SV).

## Leben
Zapf absolvierte ein Landwirtschaftsstudium, das er mit der Prüfung als Diplom-Landwirt abschloss. Er war Besitzer eines Gutes in Einsiedlerhof, das er ab 1932 als praktischer Landwirt bewirtschaftete. Nach dem Zweiten Weltkrieg war er von November 1945 bis Dezember 1946 als Präsidialdirektor und im Anschluss bis zu seinem Ausscheiden aus dem Staatsdienst am 31. Juli 1947 als Regierungsdirektor Leiter der Abteilung Ernährung und Landwirtschaft beim Oberregierungspräsidium Neustadt.
Zapf zählte 1946 gemeinsam mit Adolf Müller, Emil Schätzel, Ernst Hellriegel, Reinhold Lang, August Krauth, Karl Hörhammer und Georg Ziegler zu den Gründern des Sozialen Volksbundes Hessen-Pfalz (SV). Die liberale Partei wurde am 11. Mai von der französischen Militärregierung genehmigt und trat am 27. Juli erstmals öffentlich zusammen, Zapf wurde zu ihrem Vorsitzenden gewählt. Von 1946 bis 1947 war er für den SV Mitglied der Gemischten Kommission und der Beratenden Landesversammlung, beides Gremien, die sich mit der Ausarbeitung der Verfassung für Rheinland-Pfalz befassten. Im Anschluss an den gemeinsamen Delegiertentag von SV und Liberaler Partei (LP) am 19./20. April 1947 in Bad Kreuznach wurde Zapf aus der nunmehr vereinigten Demokratischen Partei ausgeschlossen.